# Elezioni primarie del Partito Democratico del 2013 (Italia)
Le elezioni primarie del Partito Democratico del 2013 si sono svolte domenica 8 dicembre 2013, per individuare il segretario nazionale e i membri dell'Assemblea nazionale del Partito Democratico.
La consultazione ha seguito di circa quattro anni le elezioni primarie del 2009, che avevano eletto Pier Luigi Bersani alla segreteria del partito.
Con il 67,55% dei voti, la consultazione è stata vinta dal sindaco di Firenze Matteo Renzi.

## Storia
Il segretario del Partito Democratico, Pier Luigi Bersani, in scadenza nell'autunno 2013, si dimette anticipatamente il 19 aprile 2013, in seguito all'esito negativo delle candidature a presidente della Repubblica di Franco Marini e Romano Prodi, e la rielezione al Quirinale di Giorgio Napolitano. Viene quindi indetta, per l'11 maggio, un'Assemblea nazionale del partito, per l'elezione di un segretario provvisorio. L'Assemblea, elegge con una maggioranza schiacciante l'unico candidato, l'ex sindacalista e deputato Guglielmo Epifani (534 voti a favore, 59 nulle, 76 bianche).
Il 20 settembre 2013 viene indetta un'ulteriore Assemblea nazionale, per decidere data e regolamento delle primarie per eleggere un nuovo segretario, ma non viene raggiunto un accordo. Il 2 ottobre seguente la Segreteria del PD fissa ufficialmente la data delle primarie (8 dicembre) e ne pubblica il regolamento.
Il termine per la presentazione delle candidature è stato fissato per l'11 ottobre; il 15 ottobre è stato comunicato ufficialmente l'elenco dei candidati, sorteggiati nell'ordine: Gianni Cuperlo, Matteo Renzi, Gianni Pittella, Giuseppe Civati. Il 21 ottobre 2013 i quattro candidati segretario hanno presentato le loro mozioni congressuali.
I congressi di circolo per il voto tra gli iscritti si sono svolti tra il 7 e il 17 novembre, con la partecipazione di 296 645 votanti, e hanno visto la vittoria di Renzi con il 45,3%, seguito da Cuperlo (39,4%), Civati (9,4%) e Pittella (5,8%). Gianni Pittella è quindi escluso, in base allo Statuto del PD che qualifica i primi tre, dalle primarie dell'8 dicembre.
Il 23 novembre Gianni Pittella, dopo una consultazione con i suoi sostenitori, ha annunciato il suo sostegno a Renzi.
I tre candidati rimasti in corsa hanno partecipato il 29 novembre a un confronto in diretta tv su Sky TG24 e su Cielo, moderato da Gianluca Semprini.
Le primarie aperte si sono svolte domenica 8 dicembre, e hanno visto la partecipazione di 2 814 881 elettori e la vittoria di Matteo Renzi con il 67,6%. Renzi è quindi stato proclamato segretario nazionale la successiva domenica 15 dicembre dalla nuova assemblea eletta del Partito Democratico.

## Candidati
Il sindaco di Firenze Matteo Renzi ha confermato il 9 luglio in un'intervista a la Repubblica l'intenzione di candidarsi a segretario nazionale del PD.
Oltre a chi lo aveva già sostenuto alle primarie del centrosinistra del 2012 (come Paolo Gentiloni, Roberto Giachetti, Ermete Realacci, il ministro per gli affari regionali Graziano Delrio) e ai "veltroniani", Renzi ha ricevuto il 2 settembre l'appoggio di Dario Franceschini e della sua Area Democratica (Marina Sereni, Piero Fassino, David Sassoli). Hanno firmato inoltre la mozione a sostegno della sua candidatura anche diversi esponenti considerati vicini al premier Enrico Letta, come Gianni Dal Moro, Francesco Sanna, Francesco Boccia, Lorenzo Basso ed Enrico Borghi.

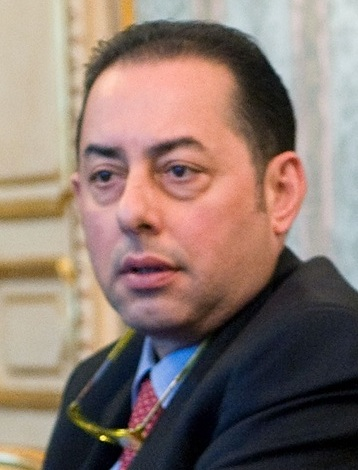
Gianni Pittella

Gianni Cuperlo, deputato ed ex segretario della Federazione Giovanile Comunista Italiana e poi della Sinistra Giovanile, considerato vicino a Massimo D'Alema, ha annunciato la sua candidatura il 10 maggio 2013. È sostenuto dall'area di ispirazione socialdemocratica: oltre a D'Alema, i cosiddetti "Giovani Turchi" (il ministro Andrea Orlando, Matteo Orfini, e il viceministro all'Economia Stefano Fassina), Cesare Damiano, e il segretario uscente Pier Luigi Bersani con i suoi "bersaniani": Ugo Sposetti, Vannino Chiti, il ministro dello Sviluppo Economico Flavio Zanonato, e il Presidente della regione Toscana Enrico Rossi. Cuperlo ha inoltre ricevuto l'appoggio di alcuni ex popolari come Franco Marini e Giuseppe Fioroni, e di alcuni "lettiani" come Paola De Micheli e Guglielmo Vaccaro.
Gianni Pittella, europarlamentare e vicepresidente del Parlamento europeo, è stato il primo a lanciare la propria candidatura, l'8 aprile 2013. Ha ricevuto il sostegno di Giorgio Benvenuto, Mercedes Bresso, e Fabio Porta.
Giuseppe Civati, deputato ed ex consigliere regionale in Lombardia, che aveva già annunciato nel novembre 2012 sul suo blog l'intenzione di candidarsi alla guida del partito, ha lanciato ufficialmente la propria candidatura a segretario in una iniziativa politica organizzata a Reggio Emilia il 5-6-7 luglio 2013. Tra i suoi sostenitori ci sono Walter Tocci, Felice Casson, Corradino Mineo e Laura Puppato.
I cosiddetti "ulivisti" o "prodiani" si sono divisi tra il sostegno a Renzi (Arturo Parisi, Fausto Recchia, Gabriele De Giorgi, Sandro Gozi, Ernesto Carbone) e quello a Civati (Sandra Zampa).
Non si sono invece schierati nel dibattito congressuale il premier e il segretario in carica, Enrico Letta e Guglielmo Epifani, per via del ruolo ricoperto, e Rosy Bindi, che ha dichiarato di non riconoscersi pienamente in nessun candidato.
| Foto | Nome | Nome            | Cariche | logo |
| ---- | ---- | --------------- | --- | ---- |
|      |      | Matteo Renzi    | - Sindaco di Firenze (2009-2014) - Presidente della provincia di Firenze (2004-2009)                                      |      |
|      |      | Gianni Cuperlo  | - Segretario della Sinistra giovanile (1990-1992) - Segretario della Federazione Giovanile Comunista Italiana (1988-1990) |      |
|      |      | Giuseppe Civati | - Consigliere della Regione Lombardia (2005-2013)                                                                         |      |

## Risultati

### Voto tra gli iscritti
| Candidati              | Candidati              | Voti    | %      |
| ---------------------- | ---------------------- | ------- | ------ |
|                        | Matteo Renzi           | 133.892 | 45,34  |
|                        | Gianni Cuperlo         | 116.454 | 39,44  |
|                        | Giuseppe Civati        | 27.841  | 9,43   |
|                        | Gianni Pittella        | 17.117  | 5,80   |
| Totale                 | Totale                 | 295.304 | 100,00 |
| Schede bianche e nulle | Schede bianche e nulle | 1.335   |        |
| Totale votanti         | Totale votanti         | 296.645 |        |

|          |          |  |        |        |
| -------- | -------- |  | ------ | ------ |
| Renzi    | Renzi    |  | 45,34% | 45,34% |
| Cuperlo  | Cuperlo  |  | 39,44% | 39,44% |
| Civati   | Civati   |  | 9,43%  | 9,43%  |
| Pittella | Pittella |  | 5,80%  | 5,80%  |

(Dati ufficiali)

### Voto tra gli elettori
| Candidati              | Candidati              | Voti      | %      | Delegati |
| ---------------------- | ---------------------- | --------- | ------ | -------- |
|                        | Matteo Renzi           | 1.895.332 | 67,55  | 657      |
|                        | Gianni Cuperlo         | 510.970   | 18.21  | 194      |
|                        | Giuseppe Civati        | 399.473   | 14.24  | 149      |
| Totale                 | Totale                 | 2.805.775 | 100,00 | 1.000    |
| Schede bianche e nulle | Schede bianche e nulle | 9.106     |        |          |
| Totale votanti         | Totale votanti         | 2.814.881 |        |          |

|         |         |  |        |        |
| ------- | ------- |  | ------ | ------ |
| Renzi   | Renzi   |  | 67,55% | 67,55% |
| Cuperlo | Cuperlo |  | 18,21% | 18,21% |
| Civati  | Civati  |  | 14,24% | 14,24% |

(Dati ufficiali)

## Eletti
Composizione dell'Assemblea nazionale
     Delegati di Giuseppe Civati 149
     Delegati di Gianni Cuperlo 194
     Delegati di Matteo Renzi 657